# Domani (雑誌)
『Domani』（ドマーニ）は、小学館から発売されている女性向けファッション雑誌。1997年創刊。毎月1日発売。タイトルはイタリア語で「明日」を表し、姉妹誌は同じくイタリア語で「今日」を表す『Oggi』と対応している。
編集長は吉川純（2013年5月号以降）。

## 概要
35歳前後の女性を主なターゲットとし、小学館の女性ファッション誌の中では、姉妹誌にあたる『Oggi』『Precious』とともに「コンサバ系」の一角をなす。ファストブランドからラグジュアリーブランドまで掲載商品の価格帯は幅広く、シーズンを問わず、モノトーン、無地、ベーシックテイストのアイテムが中心で、サングラス、スカーフの掲載頻度が高いのが特徴。
同じ小学館の『SAKURA』とも対象年齢が近いが、『SAKURA』は子持ちの女性を対象にしてキッズファッションの掲載など、「ママ」を全面的に出しているのに対して、『Domani』はキッズファッションの掲載は無く、起用されているモデルも未婚や既婚で子供がいないモデルもおり、「ママ」要素は無い。
また、『Domani』と読者層が似ていてジャンルの異なるものとして、美容誌『美的』も発売されている。
2015年から表紙モデルを務めていた蛯原友里は、当時『AneCan』でも専属モデルを務めており、日本初の2誌同時専属モデルとなった。

## バッグサイズ版
井亀真紀が編集長であった2012年3月以降、内容は同一でサイズが小型化された「バッグサイズ版」が数か月に1回程度発売されている。この「バッグサイズ版」は2012年の雑誌大賞を受賞し、同年11～12月には同社が発売する『美的』『AneCan』『Oggi』にもラインナップが拡大された。
2013年5月号での編集長交代後も、継続展開されている。

## 「Domani」と「Oggi」のイメージソング
1997年4月、崎谷健次郎が歌うイメージソング「Domani」が『Domani』創刊に合わせて発売された。また、姉妹誌『Oggi』のイメージソング「Oggi」と同時発表され、‘雑誌イメージソング’の先駆けと言えるものであった。楽曲はすべて崎谷が作詞・作曲・編曲を手がけ、「Domani / Oggi」の両A面シングルとして、ポニーキャニオンから発売された。
「Domani」は、崎谷がイタリア旅行から着想を得て長閑な風景を連想させる曲で、イタリア語で「明日」を意味する「Domani」を擬人化して歌っている。「Oggi」は、対照的にアップテンポでメロディアスなダンスミュージックとなっていて、イタリア語で「今日」を意味する「Oggi」を前向きに生きようと歌っている。
新聞広告による読者へのCDプレゼントなども行われたが、紙面での連動性が低かったこともあり、大きな話題とはならなかった。しかし、ファッション雑誌と同一タイトルのイメージソングまた、雑誌イメージソングのみで構成されるシングルリリースという点では非常に画期的企画であった。

## モデル
公式ホームページを参照
- ホラン千秋
- 稲沢朋子
- 近藤千尋
- 竹内由恵
- 樋場早紀
- 牧野紗弥
- 吉田明世

### 過去のモデル
表紙モデル
- 川原亜矢子
- 春香
- 知花くらら（2008年1月号 - 2015年6月号）
- 蛯原友里（2015年7月号 - 2017年12月号）
- 小泉里子（2018年1月号 - 2018年12月号）
- 望月芹名（2019年2・3月号 - 2021年2・3月号）

レギュラーモデル
- 内田ナナ
- 絵美里
- 小濱なつき
- 黒木ナツミ
- 里海
- SHIHO
- 長谷川理恵
- 陽月華
- 松島花
- 悠美
- RINA
- 渡辺佳子